# Côtebrune
Côtebrune ist eine französische Gemeinde mit 82 Einwohnern (Stand: 1. Januar 2022) im Département Doubs in der Region Bourgogne-Franche-Comté.

## Geographie
Côtebrune liegt auf 483 m, etwa 22 Kilometer östlich der Stadt Besançon (Luftlinie). Das Dorf erstreckt sich im Jura, auf dem sogenannten ersten Plateau am Rand einer Anhöhe über der Talniederung des Audeux.
Die Fläche des 3,22 km² großen Gemeindegebiets umfasst einen Abschnitt des französischen Juras. Der Hauptteil des Gebietes wird vom Plateau von Côtebrune eingenommen, das durchschnittlich auf 480 m liegt und zum breiten ersten Juraplateau gehört. Es ist teils von Acker- und Wiesland, teils auch von Wald bestanden. Gegen Osten senkt sich das Plateau zur Talniederung des Audeux ab. Nach Südosten erstreckt sich das Gemeindeareal über ein Trockental im Einzugsgebiet des Audeux bis auf die angrenzenden Waldhöhe, die zum Hochplateau von Valdahon überleitet. Hier wird mit 584 m die höchste Erhebung von Côtebrune erreicht.
Nachbargemeinden von Côtebrune sind Aïssey im Norden, Magny-Châtelard im Osten, Gonsans im Süden sowie Glamondans im Westen.

## Geschichte
Im Mittelalter bildete Côtebrune eine eigene kleine Herrschaft. Zusammen mit der Franche-Comté gelangte das Dorf mit dem Frieden von Nimwegen 1678 an Frankreich. Côtebrune besitzt keine eigene Kirche; es gehört zur Pfarrei Gonsans.

## Sehenswürdigkeiten

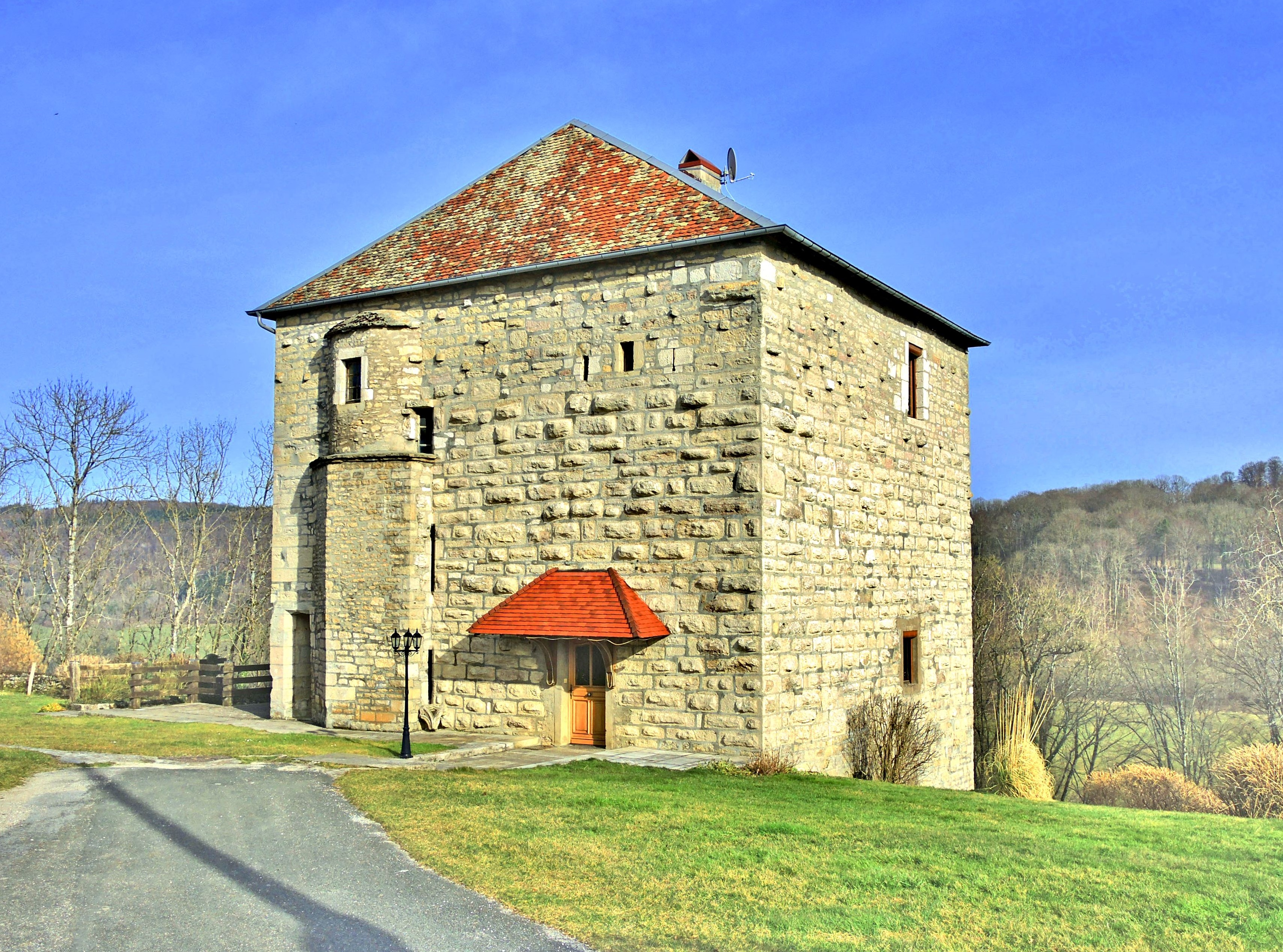
Bergfried

Der viereckige Bergfried gehörte zu einem ehemaligen Herrschaftssitz aus dem 14. oder 15. Jahrhundert. Im Ortskern sind verschiedene Bauernhäuser im charakteristischen Stil der Franche-Comté aus dem 17. bis 19. Jahrhundert erhalten.

## Bevölkerung
| Jahr                       | 1962 | 1968 | 1975 | 1982 | 1990 | 1999 | 2016 |
| Einwohner                  | 39   | 40   | 36   | 44   | 58   | 54   | 77   |
| Quellen: Cassini und INSEE |      |      |      |      |      |      |      |

Mit 82 Einwohnern (Stand 1. Januar 2022) gehört Côtebrune zu den kleinsten Gemeinden des Départements Doubs. Nachdem die Einwohnerzahl in der ersten Hälfte des 20. Jahrhunderts markant abgenommen hatte (1881 wurden noch 148 Personen gezählt), wurde seit Mitte der 1970er Jahre wieder ein leichtes Bevölkerungswachstum verzeichnet.

## Wirtschaft und Infrastruktur
Côtebrune war bis weit ins 20. Jahrhundert hinein ein vorwiegend durch die Landwirtschaft (Ackerbau, Obstbau und Viehzucht) geprägtes Dorf. Noch heute leben die Bewohner zur Hauptsache von der Tätigkeit im ersten Sektor. Außerhalb des primären Sektors gibt es fast keine Arbeitsplätze im Dorf. Viele Erwerbstätige sind auch Wegpendler, die in den umliegenden größeren Ortschaften ihrer Arbeit nachgehen.
Die Ortschaft liegt abseits der größeren Durchgangsstraßen, ist aber leicht erreichbar von den Departementsstraßen, die von Besançon nach Sancey-le-Grand und von Baume-les-Dames nach Ornans führen.